# Anticosti

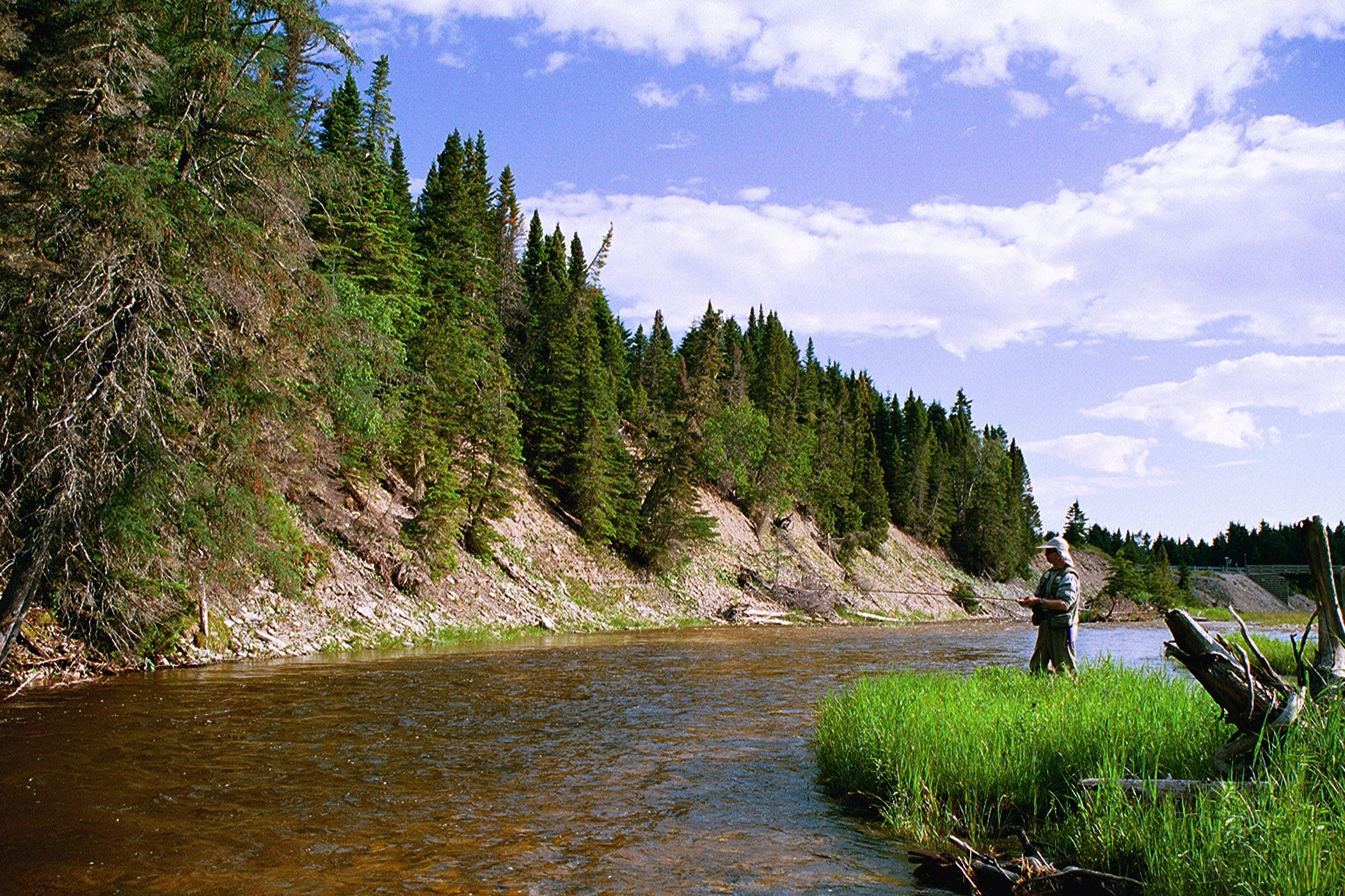
Pescador de salmó a l'illa

Mapa

L'illa Anticosti (en francès: Île d'Anticosti) es troba al Golf de Sant Llorenç, al Quebec, a l'est del Canadà, fa 7.892 km².
Encara que l'illa és molt grossa només té 240 habitants (2011), la majoria viuen a la vila de Port-Menier situada a l'oest i principalment són treballadors dels nombrosos fars. Tota l'illa és un sol municipi anomenat L'Île-d'Anticosti. Per haver tingut més de 400 naufragis a les seves costes aquesta illa porta el sobrenom de "Cementiri del Golf".
L'explorador francès Jacques Cartier la va descriure per primera vegada el 1534 i li va donar el nom de Isle de l'Assomption, l'historiador André Thevet cap a 1612 va donar la notícia que els indígenes americans li deien Naticousti", i d'aquí va venir el nom oficial.